# فلسفة إسلامية
الفلسفة الإسلامية
هي الفلسفة التي نشأت في الحضارة الإسلامية، حيث تجمع بين التأمل العقلي والرؤية الدينية. بدأت هذه الفلسفة في القرون الأولى من ظهور الإسلام، متأثرة بالفلسفة اليونانية بعد عصر الترجمة في عهد المأمون، وبرزت بشكل خاص في القرنين التاسع والعاشر الميلاديين.
تتناول الفلسفة الإسلامية قضايا متنوعة تشمل الوجود، المعرفة، الأخلاق، والميتافيزيقا، حيث سعى الفلاسفة المسلمون إلى التوفيق بين النصوص الدينية والعقل. من أبرز الفلاسفة الذين ساهموا في هذا المجال: الكندي وابن رشد والفارابي وابن سينا والغزالي، الذين أثروا في الفكر الغربي ونهضة أوربا لاحقًا.
تتميز الفلسفة الإسلامية بثرائها وتنوعها حيث تشمل مدارس فكرية مختلفة مثل المعتزلة والأشاعرة وفلاسفة الشيعة وأخوان الصفا والمتصوفة وغيرهم. وكان من نتائجها تطوّر «علم الكلام»؛ وهو علم يهدف لإثبات العقائد الدينية بالحجج العقلية والفلسفية.

## نظرة عامة
بدأت الفلسفة الإسلاميّة المبكّرة مع يعقوب بن اسحاق الكندي في القرن الثاني من التقويم الإسلامي (أوائل القرن التاسع الميلادي) وانتهت مع ابن رشد في القرن السادس الهجري (أواخر القرن الثاني عشر الميلادي)، وتزامن ذلك -على نطاق واسع- مع الفترة المعروفة باسم العصر الذهبيّ للإسلام. تميّزت وفاة ابن رشد بنهاية تخصّص معيّن من الفلسفة الإسلامية يدعى عادةً بالمدرسة المشّائيّة العربية بشكلٍ فعليّ، وانخفض النشاط الفلسفيّ بشكلٍ كبير في الدول الإسلامية الغربية مثل الأندلس وشمال إفريقيا.
استمرّت الفلسفة الإسلاميّة لوقت طويل في البلدان الشرقيّة الإسلاميّة، ولا سيما في الدولة الصفويّة الفارسيّة وفي الإمبراطوريات العثمانيّة والمغوليّة، حيث واصلت العديد من مدارس الفلسفة ازدهارها: السينوية (نسبةً إلى ابن سينا)، والرشدية (نسبةً إلى ابن رشد)، والفلسفة الإشراقيّة، والفلسفة الصوفيّة، وفلسفة الحكمة المتعالية، وفلسفة أصفهان.
قدّم ابن خلدون، في مقدّمته مساهمات مهمّة في فلسفة التاريخ. ازداد الاهتمام بالفلسفة الإسلاميّة خلال حركة النهضة العربية «اليقظة» في أواخر القرن التاسع عشر وأوائل القرن العشرين، واستمرّ حتى يومنا هذا.
كان للفلسفة الإسلاميّة تأثير كبير في أوروبا المسيحيّة، بحيث أدّت ترجمة النصوص الفلسفيّة العربيّة إلى اللاتينيّة «إلى حدوث تحوّل في جميع التخصّصات الفلسفيّة تقريبًا في العالم اللاتيني في العصور الوسطى»، مع تأثير قويّ بشكل خاصّ للفلاسفة المسلمين المتخصّصين بالفلسفة الطبيعية وعلم النفس والميتافيزيقيا.

## مقدّمة
يشير مصطلح «الفلسفة الإسلاميّة» إلى الفلسفة المُنتجة في العالم الإسلاميّ، وهو مصطلح عامّ يمكن تعريفه واستخدامه بطرقٍ مختلفة. ويعني المصطلح بمعناه الأوسع نظرة العالم إلى الإسلام كما هو مستمدٌّ من النصوص الإسلاميّة المتعلّقة بخلق الكون وإرادة الخالق. بمعنى آخر، يشير إلى أيٍّ من مدارس الفكر التي ازدهرت في ظلّ الإمبراطوريّة الإسلاميّة أو في ظلّ الثقافة العربيّة الإسلاميّة والحضارة الإسلاميّة. وبالمعنى الضيّق فإنّ كلمة فلسفة هي ترجمة كلمةphalsafa والتي تُشير إلى مدارس الفكر الخاصّة التي تعكس بمعظمها تأثير المناهج الفلسفيّة اليونانيّة مثل الأفلاطونيّة والأرسطيّة.
ليس بالضرورة أن تُعنى الفلسفة الإسلاميّة بالقضايا الدينيّة، ولا ينتجها المسلمون حصريّاً. كما أنّ كلّ مدارس الفكر داخل الإسلام لا تعترف بفائدة أو شرعيّة البحث الفلسفيّ. يجادل البعض بأنه لا يوجد مؤشّر على أنّ المعرفة والخبرة المحدودتين للبشر يمكن أن تصل بك إلى الحقيقة. من المهمّ أيضًا ملاحظة أنّه في حين إمكانيّة التعرّف على «العقل» كمصدر للتشريع في الإسلام، فقد يكون له معنى مختلف تمامًا عن «العقل» في الفلسفة.
يتّسم تاريخ الفلسفة الإسلاميّة بالخلافات حول كيفيّة تفسير الموضوع بشكل صحيح. تتضمّن بعض القضايا الرئيسيّة الأهمية النسبيّة للمفكّرين الشرقيّين مثل ابن سينا والمفكرين الغربيين مثل ابن رشد، وإمكانيّة قراءة الفلسفة الإسلاميّة بالقيمة الاسميّة لها أم ينبغي تفسيرها بدراسة ما بين السطور. يؤكّد مؤيّدو الفرضيّة الأخيرة، مثل ليو شتراوس، ميلَ الفلاسفة الإسلامييّن للكتابة بطريقة أخفت المعاني المنشودة الحقيقيّة بهدف تجنّب الاضطهاد الديني، لكن وبالطرف المقابل فهناك علماء آخرون مثل أوليفر ليمان لا يوافقون على هذه النظريّة.

## التأثيرات التكوينيّة
المصادر الرئيسية للفلسفة الكلاسيكيّة أو الإسلاميّة المبكّرة هي دين الإسلام نفسه (وخاصّة الأفكار المستخلصة والمفسرة من القرآن) والفلسفة اليونانية التي ورثها المسلمون الأوائل نتيجة الفتوحات، إلى جانب الفلسفة الهندية الموجودة قبل الإسلام والفلسفة الفارسية. تركّزت العديد من النقاشات الفلسفية المبكرة حول التوفيق بين الدين والعقل الذي تجسّده الفلسفة اليونانية.

## مفهوم الفلسفة في الإسلام
الكلمة الأقرب لكلمة فلسفة هي كلمة «حكمة»، وهي مستخدمة في النصوص الإسلامية الأساسية (القرآن والسنة)، لهذا نجد الكثير من الفلاسفة المسلمين يستخدمون كلمة «حكمة» كمرادف لكلمة «فلسفة» التي دخلت إلى الفكر العربي الإسلامي. كلمة «الفلسفة» هي كلمة يونانية الأصل، وهي تتكون من مقطعين يونانيين هما: "philien" ومعناها «يحب»، و"sophia" ومعناها «الحكمة»، وعلى هذا يكون الفيلسوف "philosopher" هو الشخص الذي يحبُّ الحكمة، أو هو «محبُّ الحكمة».
وللفلسفة تعريفات عدة عند فلاسفة المسلمين، منها ما ذكره الكندي بقوله: «"إنها علم الأشياء بحقائقها بقدر طاقة الإنسان؛ لأن غرض الفيلسوف في علمه إصابة الحق، وفي عمله العمل بالحق"». وإن كانت كلمة فلسفة ضمن سياق الحضارة الإسلامية بقيت ملتصقة بمفاهيم الفلسفة اليونانية الغربية، فإنه عندما نحاول أن نتحدث عن فلسفة إسلامية بالمفهوم العام كتصور كوني وبحث في طبيعة الحياة، لا بد أن نشمل معها المدارس الأخرى تحت المسميات الأخرى، وأهمها علم الكلام وأصول الفقه وعلوم اللغة (راجع: تمهيد في تاريخ الفلسفة الإسلامية، مصطفى عبد الرازق).
و أهم ما يواجه الباحث أن كلا من هذه المدارس قد قام بتعريف الحكمة أو الفلسفة وفق رؤيته الخاصة واهتماماته الخاصة،
في مراحل لاحقة دخل المتصوفة في نزاعات مع علماء الكلام والفلاسفة لتحديد معنى كلمة الحكمة التي تذكر في الأحاديث النبوية وكثيرا ما استخدم العديد من أعلام الصوفية لقب (حكيم) لكبار شخصياتهم مثل الحكيم الترمذي. بأي حال فإن لقب (فيلسوف/فلاسفة) ظل حصرا على من عمل في الفلسفة ضمن سياق الفلسفة اليونانية ومن هنا كان أهم جدل حول الفلسفة هو كتابي (تهافت الفلاسفة للغزالي وتهافت التهافت لابن رشد).وللعلم كتاب تهافت الفلاسفة للغزالى قصد به تهافت الفلاسفة على مواضيع الميتافزيقا والغوص فيها هي وشروح ارسطو لأن الأمام أبو حامد الغزالى كان من الفلاسفة المتصوفه.
و يجدر الإشارة هنا إلى أن تغيّر النظر إلى مفهوم الفلسفة تبعا لتنوع الأجوبة على سؤال «ما الفلسفة؟» الذي قد يتحول - نتيجة بزوغ فرع آخر في الفلسفة وهو فلسفة الفلسفة أو المصطلح الذي يفضله الدكتور طه عبد الرحمن فقه الفلسفة في كتابه «فقه الفلسفة»- إلى (ما «ما الفلسفة؟» ؟).. الخ، إذا رأينا تصنيف الفلسفة إلى فلسفة قديمة وأخرى جديدة حيث أن الأولى فلسفة في الوجود والثانية فلسفة في المعرفة، فإن الإتجاه الإسلامي سيتميز بفلسفة - أي بفلسفة في المعرفة - خاصة به إذا نظرنا إلى علوم المناظرة العقدية (مناهج الكلام، مناهج أهل الحديث.) وعلوم الحديث وأصول الفقه ومناهج التفسير وغيرها من المعارف التي تهتم بتدشين المناهج إلى جانب دراسة المضامين اعتمادا على المصدرين المنقول الصحيح والمعقول الصريح أو الوحي والعالم أو بتعبير الدكتور جعفر شيخ إدريس وحيُ الله وخلقُ الله.

## بدايات الفلسفة الإسلامية
إذا اعتبرنا تعريف الفلسفة على أنها محاولة بناء وتصور ورؤية شمولية للكون الحياة، فإن بديات هذه الأعمال في الحضارة الإسلامية بدأت كتيار فكري في البدايات المبكرة للدولة الإسلامية بدأ بعلم الكلام، ووصل الذروة في القرن التاسع عندما أصبح المسلمون على اطلاع بالفلسفة اليونانية القديمة والذي أدى إلى نشوء رعيل من الفلاسفة المسلمين الذين كانوا يختلفون عن علماء الكلام.
علم الكلام كان يستند أساسا على النصوص الشرعية من قرآن وسنة وأساليب منطقية لغوية لبناء أسلوب احتجاجي يواجه به من يحاول الطعن في حقائق الإسلام، في حين أن الفلاسفة المشائين، وهم الفلاسفة المسلمين الذين تبنوا الفلسفة اليونانية، فقد كان مرجعهم الأول هو التصور الأرسطي أو التصور الأفلوطيني الذي كانوا يعتبرونه متوافقا مع نصوص وروح الإسلام.
و من خلال محاولتهم لاستخدام المنطق لتحليل ما إعتبروه قوانين كونية ثابتة ناشئة من إرادة الله، قاموا بداية بأول محاولات توفيقية لردم بعض الهوة التي كانت موجودة أساسا في التصور لطبيعة الخالق بين المفهوم الإسلامي لله والمفهوم الفلسفي اليوناني للمبدأ الأول أو العقل الأول.
تطورت الفلسفة الإسلامية من مرحلة دراسة المسائل التي لا تثبت إلا بالنقل والتعبّد إلى مرحلة دراسة المسائل التي ينحصر إثباتها بالأدلة العقلية ولكن النقطة المشتركة عبر هذا الامتداد التأريخي كان معرفة الله وإثبات الخالق. بلغ هذا التيار الفلسفي منعطفا بالغ الأهمية على يد ابن رشد من خلال تمسكه بمبدأ الفكر الحر وتحكيم العقل على أساس المشاهدة والتجربة. أول من برز من فلاسفة العرب كان الكندي الذي يلقب بفيلسوف العرب، من ثم كان الفارابي الذي لقب بالمعلم الأول وتبنى الكثير من الفكر الأرسطي من العقل الفعال وقدم العالم ومفهوم اللغة الطبيعية. أسس الفارابي مدرسة فكرية كان من أهم اعلامها: الأميري والسجستاني والتوحيدي. كان الغزالي أول من أقام صلحا بين المنطق والعلوم الإسلامية حين بين أن أساليب المنطق اليوناني يمكن ان تكون محايدة ومفصولة عن التصورات الميتافيزيقية اليونانية. توسع الغزالي في شرح المنطق واستخدمه في علم أصول الفقه، لكنه بالمقابل شن هجوما عنيفا على الرؤى الفلسفية للفلاسفة المسلمين المشائين في كتاب تهافت الفلاسفة، رد عليه لاحقا ابن رشد في كتاب تهافت التهافت.
في إطار هذا المشهد كان هناك دوما اتجاه قوي يرفض الخوض في مسائل البحث في الإلهيات وطبيعة الخالق والمخلوق وتفضل الاكتفاء بما هو وارد في نصوص الكتاب والسنة، هذا التيار الذي يعرف «بأهل الحديث» والذي ينسب له معظم من عمل بالفقه الإسلامي والاجتهاد كان دوما يشكك في جدوى أساليب الحجاج الكلامية والمنطق الفلسفية.
و ما زال هناك بعض التيارات الإسلامية التي تؤمن بأنه "لا يوجد فلاسفة للإسلام"، ولا يصح إطلاق هذه العبارة، فالإسلام له علماؤه الذين يتبعون الكتاب السنة، أما من اشتغل بالفلسفة فهو من المبتدعة الضُّلال".
في مرحلة متأخرة من الحضارة الإسلامية، ظهرت حركة نقدية للفلسفة أهم أعلامها: ابن تيمية الذي يعتبر في الكثير من الأحيان أنه معارض تام للفلسفة وأحد أعلام مدرسة الحديث الرافضة لكل عمل فلسفي، لكن ردوده على أساليب المنطق اليوناني ومحاولته تبيان علاقته بالتصورات الميتافيزيقية (عكس ما أراد الغزالي توضيحه) وذلك في كتابه (الرد على المنطقيين) اعتبر من قبل بعض الباحثين العرب المعاصرين بمثابة نقد للفلسفة اليونانية أكثر من كونه مجرد رافضا لها، فنقده مبني على دراسة عميقة لأساليب المنطق والفلسفة ومحاولة لبناء فلسفة جديدة مهدت للنقلة من واقعية الكلي إلى اسميته.

## التناقض مع الفلسفة اليونانية

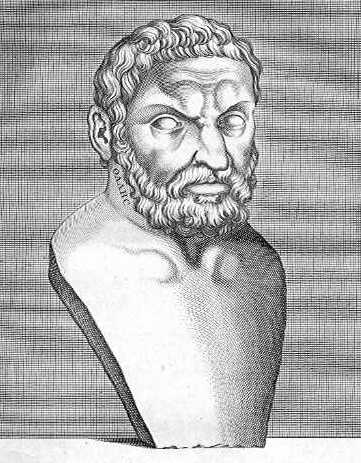
طاليس يعتبره البعض أول الفلاسفة اليونان.

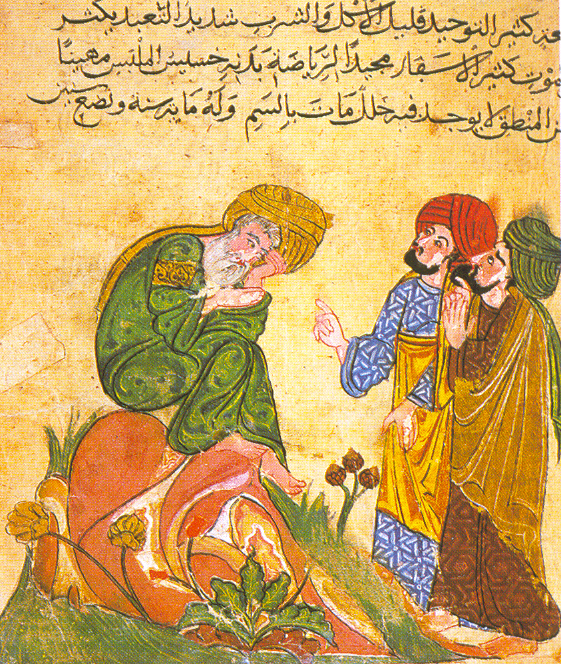
رسم عربي يعود للقرن الثالث عشر يصور سقراط في نقاش مع تلاميذه.

كان مفهوم الخالق الأعظم لدى الفلاسفة اليونانيين يختلف عن مفهوم الديانات التوحيدية. فالخالق الأعظم في منظور أرسطو وأفلاطون لم يكن على اطلاع بكل شيء ولم يظهر نفسه للبشر عبر التاريخ ولم يخلق الكون ولن يحاسبهم عند الزوال وكان أرسطو يعتبر فكرة الدين فكرة لاترتقي إلى مستوى الفلسفة.
يمكن تقسيم الفلسفة اليونانية القديمة بصورة عامة إلى مرحلتين:
- مرحلة ماقبل سقراط التي إتسمت برفضها للتحليلات الميثولوجية التقليدية للظواهر الطبيعية وكان نوع التساؤل في حينها (من أين أتى كل شيء؟) وهل يمكن وصف الطبيعة باستعمال قوانين الرياضيات وكان من اشهرهم طاليس الذي يعتبره البعض أول فيلسوف يوناني حاول إيجاد تفسيرات طبيعية للكون والحياة لاعلاقة لها بقوى إلهية خارقة فعلى سبيل المثال قال ان الزلازل ليس من صنيعة إله وإنما بسبب كون الأرض اليابسة محاطة بالمياه وكان أناكسيماندر أيضا من ضمن هذا الرعيل وكان يؤمن بالقياسات والتجربة والتحليل المنطقي للظواهر وكان يعتقد ان بداية كل شيء هي كينونة لامتناهية وغير قابلة للزوال وتتجدد باستمرار، من الفلاسفة الآخرين في هذا الجيل، بارمنيدس، ديمقراطيس، أناكسيمين ميلتوسي.[11][12]
- مرحلة سقراط وما بعده والتي تميزت باستعمال طريقة الجدل والمناقشة في الوصول إلى تعريف وتحليل وصياغة أفكار جديدة وكان هذا الجدل عادة مايتم بين طرفين يطرح كل طرف فيهما نظرته بقبول أو رفض فكرة معينة وبالرغم من أن سقراط نفسه لم يكتب شيئا ملموسا إلا ان طريقته أثرت بشكل كبير على كتابات تلميذه أفلاطون ومن بعده أرسطو.من وجهة نظر أفلاطون فإن هناك فرقا جوهريا بين المعرفة والإيمان فالمعرفة هي الحقيقة الخالدة أما الإيمان فهو احتمالية مؤقتة [13] أما أرسطو فقد قال إنه لمعرفة وجود شيء ما علينا معرفة سبب وجوده ووجود أو كينونة فكرة الخالق الأعظم حسب أرسطو هو فكرة التكامل والمعرفة على عكس فكرة المخلوق الباحث عن الكمال ولتوضيح فكرته أورد أرسطو مثال التمثال وقال ان هناك 4 أسباب لوجود تمثال:
- أسباب مادية مرده إلى المادة التي صنع منها التمثال.
- أسباب غرضية مرده إلى الغرض الرئيسي من صنع التمثال.
- أسباب حرفية مرده الشخص الذي قام بصنع التمثال.
- أسباب إرضائية مرده الحصول على رضا الشخص الذي سيشتري التمثال.[14]

استفاد أرسطو من نظرية سقراط القائلة إن كل شيء غرضه مفيد لابد ان يكون نتيجة لفكرة تتسم بالذكاء واستنادا إلى هذه الفكرة استنتج أرسطو ان الحركة وإن كانت تبدو عملية لا متناهية فإن مصدرها الثبات وإن هذه الكينونة الثابتة هي التي حولت الثبات إلى حركة وهذه الكينونة الأولية هي انطباع أرسطو عن فكرة الخالق الأعظم لكن أرسطو لم يتعمق في كيفية وغرض منشأ الكون من الأساس.

## الفلسفة اليونانية في الفلسفة الإسلامية المبكرة
في العصر الذهبي للدولة العباسية وتحديدا في عصر المأمون بدأ العصر الذهبي للترجمة ونقل العلوم الإغريقية والهلنستية إلى العربية مما مهد لانتشار الفكر الفلسفي اليوناني بشكل كبير وكانت المدرسة الفلسفية الأكثر شيوعا خلال العصر الهلنستي هي المدرسة الأفلاطونية المحدثة التي كان لها أكبر تأثير في الساحة الإسلامية في ذلك الوقت. تحاول الفلسفة الإفلاطونية المحدثة التي أحدثها أفلوطين أساسا الدمج بين الفكر الأرسطي والأفلاطوني والتوفيق بينهما ضمن إطار معرفي واحد وتصور وحيد لعالم ماتحت القمر وما فوق القمر. الأفلاطونية المحدثة أيضا ترتبط ارتباطا وثيقا بالمفاهيم الغنوصية التي تتوافق مع بعض أفكار الديانات المشرقية القديمة. أهم تجليات هذه الأفلاطونية المحدثة والغنوصية تجلت في أفكار أخوان الصفا في رسائلهم والتي شكلت الإطار الفكري المرجعي للفكر الباطني.
لاحقا بدأت تظهر من جديد عملية فصل للمدرستين الإفلاطونية والأرسطية، حيث ظهر العديد من العجبين بقوة بناء النظام الفكري الأرسطي وقوة منطقه واستنتاجه وكان أهم شارحيه وناشري المدرسة الأرسطية هو ابن رشد، لم تعدم الساحة الإسلامية أيضا انتقال بعض الأفكار الشكوكية التي عمدت إلى نقد الأفكار الميتافيزيقية الإسلامية وكانت تبدي الكثير من الأفكار التي توصف بالإلحاد حاليا اهمهم: ابن الراوندي ومحمد بن زكريا الرازي.

### الهرمسية والإفلاطونية المحدثة
أول ما وجد في منطقة الشرق الأدنى (سوريا والعراق ومصر) بعد دخول الإسلام من دراسات فلسفية كانت الثقافة الهيلينية التي كانت تسيطر عليها الإفلاطونية المحدثة إضافة إلى الهرمسية التي كانت مختلطة بجماعات الصابئة في حران وعقائد وأفكار المانوية والزرادشتية.
تشكل الهرمسية والإفلاطونية المحدثة مجموعة رؤى هرمسية وإطار فلسفي لرؤية كونية غنوصية أو تدعى أحيانا يالعرفانية. تنسب الهرمسية كعلوم وفلسفة دينية إلى هرمس المثلث بالحكمة الناطق باسم الإله.غير ان العديد من البحاث الحديثة (أهمها دراسة فيستوجير) تؤكد أن تلك المؤلفات الهرمسية ترجع إلى القرنين الثاني والثالث للميلاد وقد كتبت في مدينة الإسكندرية من طرف أساتذة يونانيين. وبشكل عام تقدم الرؤية الهرمسية تصورا بسيطا عبارة عن إله متعال منزه عن عن كل نقص ولا تدركه الأبصار ولا العقول. بمقابله توجد المادة وهي أصل الفوضى والشر والنجاسة. أما الإنسان فهو مزبج جسم مادي غير طاهر، يسكنه الشر ويلابسه الموت، وجزء شريف أصله من العقل الكلي الهادي هو النفس الشريفة. تتصارع في الإنسان جزءاه الطاهر والنجس وتتصارع فيه الهواء بين رغبة بالالله ورغبة في الشر لذلك جاء الإله هرمس ليقوم بالوساطة بين الإنسان والإله المالله بتوسط العقل الكلي الهادي ليعلم الناس طريق الخلاص والاتحاد بالاله المالله (و هنا يحدث الفناء في مصطلح الصوفية). لكن هذا الطريق صعب لا يتحمله إلا النبياء والأتقياء والحكماء. النفس كائنات إلهية عوقبت بعد ارتكابها إثم لتنزل وتسجن في الأبدان ولا سبيل لخلاصها إلا بالتطهر والتأمل للوصول إلى المعرفة، هذه المعرفة لا تتم عن طريق البحث والاستدلال بل عن طريق ترقي النفس في المراتب الكونية والعقول السماوية.
عدم الفصل بين العالم العلوي والعالم السفلي، وقدرة النفس على التواصل مع العقول السماوية والإله المالله، إلهية النفس البشرية وشوقها للاتحاد والاندماج في الاله أو حلول الاله في العالم، وحدة الكون وتبادل التأثير بين مختلف الكائنات (نباتات، حيوانات، إنسان، اجرام سماوية سبعة أو الكواكب)، الدمج بين العلم والدين وعدم الاعتراف بسببية منتظمة في الطبيعة، دراسة العناصر وتحولاتها بشكل ممتزج مع السحر والتنجيم (أصول الخيمياء): كل هذا يشكل مباديء الهرمسية والعرفانية وتشكل الأفلاكونية المحدثة عن طريق العقول السماوية العشرة ونظرية الفيض التي تنتقل من خلالها المعرفة من العقل الأول إلى الإنسان وبالعكس الإطار الفلسفي لهذه الأفكار.

## فلسفة أرسطو

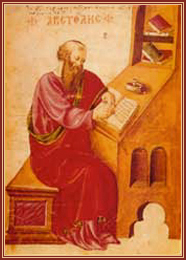
رسم من القرون الوسطى لـ أرسطو.

لم يدخل أرسطو إلى الساحة العربية الإسلامية إلا بعد حملة الترجمة التي قام بها الخليفة المأمون. وتذكر المصادر ان أول كتاب تم ترجمته لأرسطو كان كتاب «السماء والعالم» من قبل يوحنا بن البطريق عام 200 هـ لكن حنين بن إسحاق اضطر إلى إعادة ترجمتها عام 260 هـ ويمكن اعتبار بداية دخول أرسطو الحقيق تمت على يد حنين وابنه اسحاق سنة 298 هـ. أما أرسطو المنحول فقد دخل عن طريق كتاب «أتولوجيا» الذي ترجمه ابن ناعمة الحمصي عام 220 هـ. ويبدو أن ابن المقفع وابنه محمد قد قاما أيضا بترجمة بعض كتب أرسطو مثل كتب «الأرغانون» وكتاب «التحليلات الأولى» وكتاب «المنطق لفورفوريوس». ويؤكد بول كراوس أنه لم يتم خلال الفترة الأولى قبل المامون ترجمة أي شيء عدا الأجزاء الثلاثة الأولى من الأرغانون التي تتناول المنطق فقط دون الفلسفة الولى والطبيعة على عادة المسيحيين السريان، لكن حركة الترجمة في عصر المأمون مددت ذلك لتشمل كتب أرسطو غير المنطقية. ويكفي أن نعرف ان كتاب «التحليلات الثانية» أو «البرهان» لم يترجم للعربية إلا في القرن الرابع الهجري على يد أبي بشر متى عام 328 هـ.

## تاريخ الفلسفة في العالم الإسلامي

### علم الكلام والمعتزلة
كان علم الكلام مختصا بموضوع الإيمان العقلي بالله وكان غرضه الانتقال بالمسلم من التقليد إلى اليقين وإثبات أصول الدين الإسلامي بالأدلة المفيدة لليقين بها. علم الكلام كان محاولة للتصدي للتحديات التي فرضتها الالتقاء بالديانات القديمة التي كانت موجودة في بلاد الرافدين أساسا (مثل المانوية والزرادشتية والحركات الشعوبية) وعليه فإن علم الكلام كان منشأه الإيمان على عكس الفلسفة التي لا تبدأ من الإيمان التسليمي، أو من الطبيعة، بل تحلل هذه البدايات نفسها إلى مبادئها الأولى. هناك مؤشرات على إن بداية علم الكلام كان سببه ظهور فرق عديدة بعد وفاة الرسول محمد، ومن هذه الفرق:
- المعتزلة.
- الجهمية (الجبرية) أتباع الجهم بن صفوان كانوا يقولون إن العبد مجبور في أفعاله لا اختيار له.
- الخوارج.
- الاشاعرة والماتريدية والصوفية والمرجئة يأولون بعض الأسماء والصفات.
- الإمامية الزيدية الإسماعيلية والعلوية والشيعة بشكل عام.
- الإباضية سمي الإباضية بهذا الاسم نسبة إلى (عبد الله بن أباض التميمي)، والمؤسس الحقيقي للمذهب الإباضي هو الإمام جابر بن زيد

كان نشأة علم الكلام في التاريخ الإسلامي نتيجة ما إعتبره المسلمون ضرورة للرد على ما إعتبروه بدعة من قبل بعض «الفرق الضالة» وكان الهدف الرئيسي هو إقامة الأدلة وإزالة الشبه ويعتقد البعض إن جذور علم الكلام يرجع إلى الصحابة والتابعين ويورد البعض على سبيل المثال رد ابن عباس وابن عمر وعمر بن عبد العزيز والحسن بن محمد ابن الحنفية على المعتزلة، ورد علي بن أبي طالب على الخوارج ورد إياس بن معاوية المزني على القدرية والتي كانت شبيهة بفرضية الحتمية. كان علم الكلام عبارة عن دراسة «أصول الدين» التي كانت بدورها تتمركز على 4 محاور رئيسية وهي:
- الألوهية: البحث عن اثبات الذات والصفات الالهية.
- النبوة: عصمة الأنبياء وحكم النبوة بين الوجوب عقلاً، وهو مذهب المعتزلة والجواز عقلاً، وهو مذهب الاشاعرة.
- الإمامة: الآراء المتضاربة حول رئاسة العامة في أمور الدين والدنيا لشخص من الأشخاص نيابة عن النبي محمد.
- المعاد: فكرة يوم القيامة وإمكان حشر الأجسام. ويدرج البعض عناوين فرعية أخرى مثل «العدل» و«الوعد» و«الوعيد» و«القدر» و«المنزلة».[20]

### دور الكندي في الفلسفة
كان يعقوب بن إسحاق الكندي (805 - 873) أول مسلم حاول استعمال المنهج المنطقي في دراسة القرآن، كانت أفكار الكندي متأثرا نوعا ما بفكر المعتزلة ومعارضا لفكر أرسطو من عدة نواحي. نشأ الكندي في البصرة واستقر في بغداد وحضي برعاية الخليفة العباسي المأمون، كانت اهتمامات الكندي متنوعة منها الرياضيات والعلم الفلسفة لكن اهتمامه الرئيسي كان الدين.
بسبب تأثره بالمعتزلة كان طرحه الفكري دينيا وكان مقتنعا بأن حكمة الرسول محمد النابعة من الوحي تطغى على إدراك وتحليل الإنسان الفيلسوف هذا الرأي الذي لم يشاركه فيه الفلاسفة الذين ظهروا بعده. لم يكن اهتمام الكندي منصبا على دين الإسلام فقط بل كان يحاول الوصول إلى الحقيقة عن طريق دراسة الأديان الأخرى وكانت فكرته هي الوصول إلى الحقيقة من جميع المصادر ومن شتى الديانات والحضارات.
كان الخط الفكري الرئيسي للكندي عبارة عن خط ديني إسلامي ولكنه اختلف عن علماء الكلام بعدم بقائه في دائرة القرآن والسنة وإنما خطى خطوة إضافية نحو دراسة الفلسفة اليونانية وقام باستعمال فكرة أرسطو والتي كانت مفادها أن الحركة وإن كانت تبدو عملية لا متناهية فإن مصدرها الثبات وإن هذه الكينونة الثابتة هي التي حولت الثبات إلى حركة فقام الكندي بطرح فكرة مشابهة ألا وهي إن لا بد من وجود كينونة ثابتة وغير متحركة لتبدأ نقطة انطلاق حركة ما. كان الكندي في هذه النقطة موافقا لأرسطو ولكنه اختلف معه في فكرة الخلقوية حيث لجأ إلى القرآن لتكملة فكرته عن الخلق والنشوء واقتنع بأن الله هو الثابت وأن كل المتغيرات نشأت بإرادته.
لكن الفلسفة التقليدية اليونانية كانت لاتعترف بهذه الفكرة على الإطلاق وعليه فإن الكندي حسب تعريف المدرسة الفكرية اليونانية لايمكن وصفه بفيلسوف حقيقي ولكنه كان ذو تأثير على بداية تيار فكري حاول التناغم بين الحقيقة الدينية الميتافيزيقيا.
وفي عصره (عصر المعتصم) سيحاول الكندي أن ينخرط في معركة «نصرة العقل» ضد أفكار الهرمسية والأفلاطونية المحدثة لذلك سنجده يؤلف «الرد على المنانية والمثنوية» وسيرفض نظرية الهرمسية والأفلاطونية المحدثة عن وجود جملة من العقول السماوية (و هي الطريقة التي تجعل بها الهرمسية وسائط بين العقل الكلي أو العقل العاشر الفعال والإنسان) وهي أساس نظرية الفيض التي تجعل معرفة الإنسان قابلة للحصول عن طريق الفيض أو الغنوص. يرفض الكندي هذا الاتصال ويميز بين «علم الرسل» الذي يحدث عن طريق الوحي (الوسيلة الوحيدة بين الله والإنسان) و«علم سائر البشر» الذي لا يحدث إلا عن طريق البحث والاستدلال والاستنتاج. في مجال الوجود وعلى عكس الفلاسفة اللاحقين سيتنى الكندي فكرة «حدوث العالم» مستندا إلى مجموعة من المفاهيم الأرسطية: فجرم العالم متناه والزمان متناه أيضا والحركة متناهية، إذا العالم متناه ومحدث: حسب تعبير الكندي: «الله هو العلة الأولى التي لا علة لها الفاعلة التي لا فاعل لها المتممة التي لا متمم لها، المؤيس الكل عن ليس والمصير بعضه لبعض سببا وعلة». وواضح هنا أن أثر الثقافة الإسلامية واضح في كلام الكندي الذي لم يصله الكثير بعد من ترجمات كتب أرسطو.
إضافة لذلك يقرر الكندي أن الحقيقية الدينية والحقيقة الفلسفية واحدة فلا تناقض بينهما، غير أن ظاهر النص قد يوحي ببعض الاختلاف إذا لم يعمل العقل في مجال تأويل معقول.
بالمقابل سيؤلف الكندي «رسالة في الفلسفة الأولى» ليهديها إلى الخليفة المعتصم وهي بمجملها تخطئة لموقف الفقهاء والمتكلمين من علوم الأوائل (الفلسفة) والدعوة إلى الاستفادة لما ورد في علوم الأوائل من علوم مفيدة. الرسالة بمجملها تعتبر دفاعا عن الفلسفة وسط حالة الرفض لكل ما هو أجنبي لكنها لاترقى إلى تأسيس فهم وترسيخ الفكر الأرسطي بشكل واضح.

### دور الرازي في الفلسفة

رسم عربي لـ أبو بكر الرازي يظهره بشكل الطبيب الفيلسوف الموقر.

تميز الجيل الذي ظهر بعد الكندي بصفة أكثر حزما وراديكالية، فكان أبو بكر الرازي (864 - 923) الذي وصف بكونه ذو تيار فكري رفض إقحام الدين في شؤون العقل ورفض في نفس الوقت نظرة أرسطو للميتافيزيقيا وكان فكره أقرب إلى الغنوصية أو (العارفية) حيث قال الرازي إن من المستحيل ان يكون منشأ المادة عبارة عن كينونة روحية ورفض الرازي أيضا فكرة والتي كانت مفادهان الحركة وإن كانت تبدو عملية لا متناهية فإن مصدرها الثبات ورفض في نفس الوقت تحاليل علماء الكلام عن الوحي والنبوة.
كان الرازي مقتنعا إن التحليل العقلي والمنطقي هي الطريقة الوحيدة للوصول إلى المعرفة وعليه فإن الكثير من المؤرخين لايعتبرون الرازي مسلما بالمعنى التقليدي للمسلم ويرى الكثيرون انه كان الانعطافة الحقيقية الأولى نحو الفلسفة والفيلسوف كما كان يعرف في الحضارة اليونانية. كان الرازي طبيبا بارعا ومديرا لمستشفى في الري في إيران وكان جريئا في مناقشة التيار الفكري الذي سبقه وكان مؤمنا إن الفيلسوف الحقيقي لايستند على تقاليد دينية بل يجب عليه التفكير بمنآى عن تأثير الدين وكان مقتنعا إن الاعتماد على الدين غير مثمر لاختلاف الأديان المختلفة في وجهات النظر حول الخلق وماهية الحقيقة.
أكبر نقد تم توجيهه إلى الرازي كان نقدا عميقا جدا بالرغم من بساطته والنقد البسيط العميق كان إذا كانت الفلسفة الطريقة الوحيدة للوصول إلى الحقيقة فماذا عن عامة الناس أو الناس البسطاء الغير قادرين على التفكير الفلسفي هل يعني هذا بأنهم تائهون للابد، يأتي أهمية هذا النقد بسبب كون الفلسفة في المجتمع الإسلامي ولحد هذا اليوم مرتبطة بطبقة النخبة وباشخاص إتسموا بذكاء عالي وهذا كان مناقضا لمفهوم الأمة الإسلامية الواحدة والأفكار الروحية المفهومة من قبل الجميع وليس البعض.

### دور الفارابي في الفلسفة

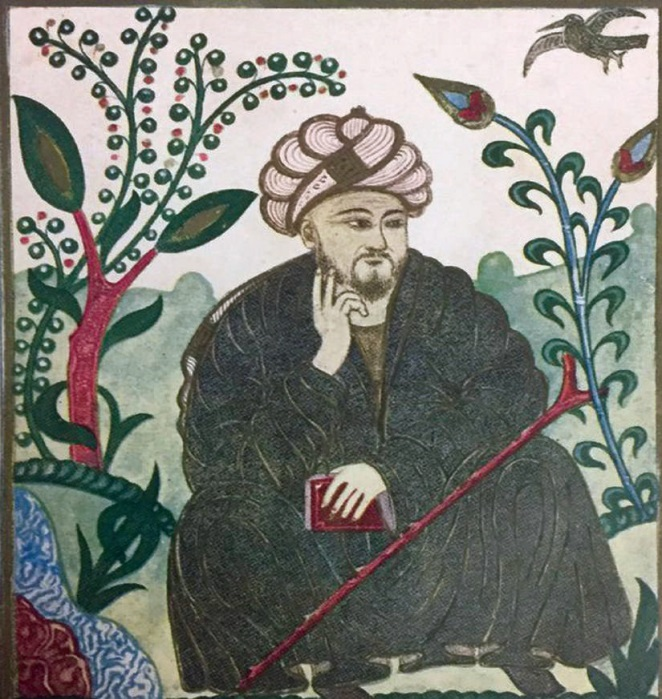
رسم عربي لـ أبو نصر محمد الفارابي.

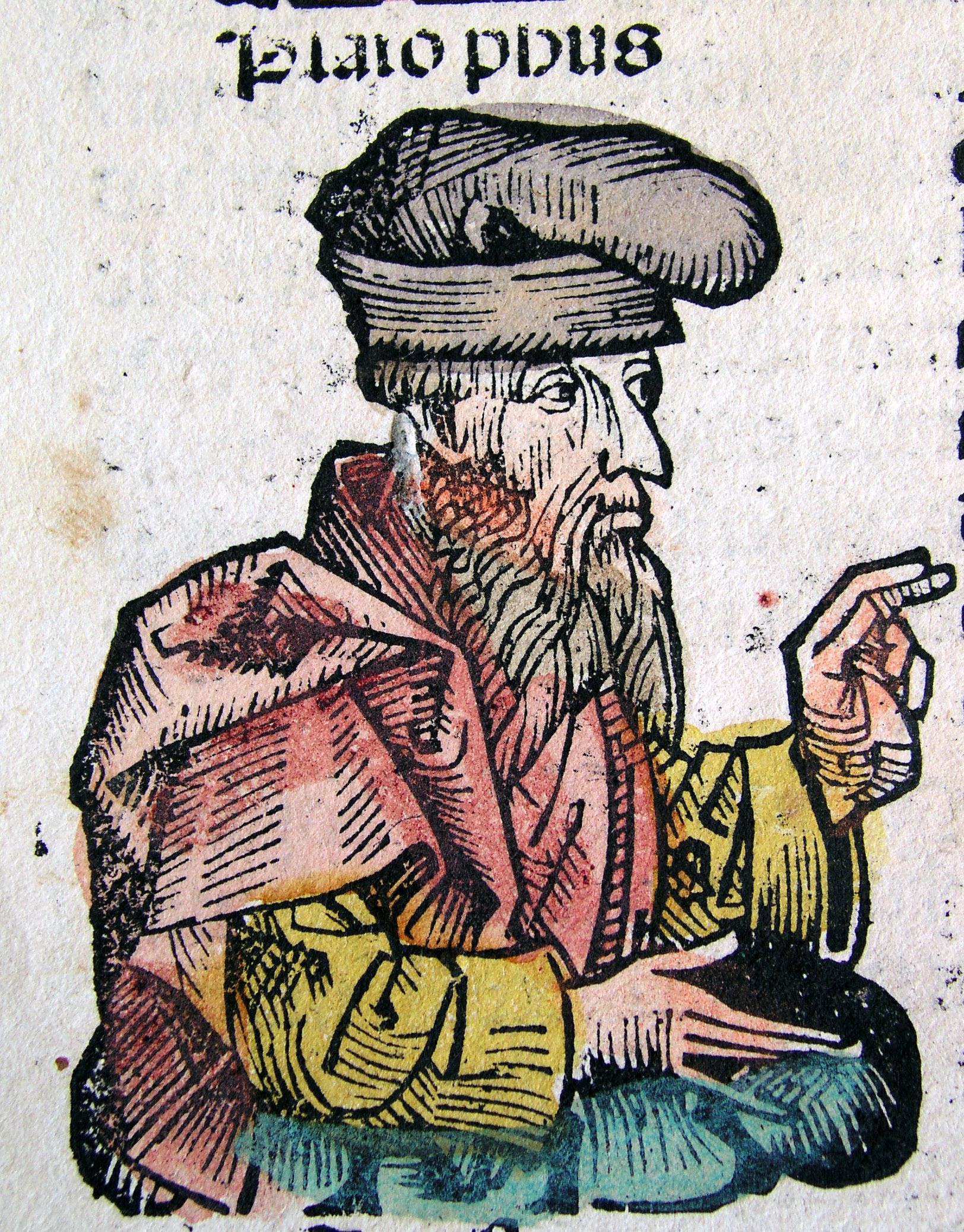
رسم لـ أفلاطون من العصور الوسطى (1493 م)

بدأ الفارابيمن نقطة الانتقاد الموجهة للرازي وللفلسفة بصورة عامة وكان النقد عبارة عن (فائدة الفلسفة في تنظيم الحياة اليومية) للإنسان البسيط الذي يرى الفلسفة شيئا بعيدا كل البعد عن مستوى أستيعابه ولايجد في ذلك النوع من المناقشات أي دور عملي ملموس في حياته اليومية. حاول أبو نصر محمد الفارابي (874 - 950) الفيلسوف من تركستان تضييق حجم الفجوة بين المسلم البسيط والفلسفة ويعتبره البعض رائدا في هذا المجال حيث حاول في كتابه «آراء أهل المدينة الفاضلة» التطرق إلى القضايا الاجتماعية والسياسية المتعلقة بالإسلام. في كتاب «الجمهورية» طرح أفلاطون فكرة إن المجتمع المثالي يجب أن يكون قائده فيلسوفا يحكم حسب قوانين العقل المنطق وتبسيطها لتصبح مفهومة من قبل الإنسان البسيط. من هذه الفكرة حاول الفارابي ان يطرح فكرته حول إن الرسول محمد كان بالضبط ما حاول أفلاطون ان يوضحه عن صفات قائد «المجتمع الفاضل» لقدرته حسب تعبير الفارابي من تبسيط اللهم روحية عليا وإيصالها إلى الإنسان البسيط.
بهذه النظرة ابتعد الفارابي كليا عن مفهوم الخالق في الفلسفة اليونانية الذي كان بعيدا كل البعد عن هموم الإنسان البسيط والذي لم يخاطب الإنسان يوما، ولكن الفارابي ضل ملتقيا مع فكر أرسطو في نقطة إن قرار الخلق لم يكن عبثيا ولا متسرعا. استخدم الفارابي فكرة النشوء اليونانية التي كانت تختلف عن فكرة الخلق في الديانات التوحيدية فحسب النظرية اليونانية فإن النشوء يبدأ من كينونة أولية ثابتة ولكن سلسلة النشآت تخضع لقوانين طبيعية بحتة وليست لقوانين دينية أو إلهية. حاول الفارابي تطويع هذه الفكرة من النظرة التوحيدية للخلق فقال إن الإنسان بالرغم من منشأه على هذه الأرض فإنه امتداد لسلسلة من أطوار النشوء التي بدأت من المصدر إلى السماء العلى إلى الكواكب والشمس والقمر وإن الإنسان له القدرة بأن يزيل أتربة هذه التراكمات من النشوء لكي يرجع إلى الخالق الأولي وكان هذا التحليل بالطبع مخالفا لفكرة القرآن عن خلق الإنسان 
الكثير من الدراسات تعتبر الفارابي أهم من استطاع إيصال وشرح علوم المنطق بالعربية، بالمقابل سنجد أن الفارابي كان يشغله هاجس الوحدة والتوحيد في ظل دول وإمارات إسلامية متفرقة في عهد الدولة الحمدانية، كان الفارابي يتطلع لتوحيد الملة عن طريق توحيد الفكر لذلك سنجده يحاول التوحيد بين الأمة (الشريعة) والفلسفة في كتاب الحروف  وسيحاول أن يجمع بين رأي الحكيمين: أفلاطون وأرسطو في كتاب الجمع بين الحكيمين ، وسنجده أيضا عكس الكندي يحاول أن يدخل العرفان أو الغنوص في منظومته الفكرية فيقبل نظرية العقول السماوية والفيض لكن العرفان لا يتحقق عند الفارابي بنتيجة النفس والتأمل بل المعرفة والسعادة (الصوفية العرفانية) هي نتيجة المعرفة عن طريق البرهان. وكما في نظرية الإفلاطونية المحدثة: العقل الأول الواجب الوجود لا يحتاج شيئا معه بل يفيض وجوده فيشكل العقل الثاني فالثالث حتى العقل العاشر التي يعطي الهيولى والمادة التي تتشكل منها العناصر الأربعة للطبيعة: الماء والهواء والنار والتراب. والدين والفلسفة يخبراننا الحقيقة الواحدة فالفلسفة تبحث وتقرر الحقائق والدين هو الخيالات والمثالات التي تتصور في نفوس العامة لما هي عليه الحقيقة، وكما تتوحد الفلسفة مع الشريعة والملة كذلك يجب أن تبنى المدينة الفاضلة على غرار تركيب الكون والعالم بحيث تحقق النظام والسعادة للجميع. هذا كان حلم الفارابي المقتبس من فكرة المدينة الفاضلة لأفلاطون.

#### مدرسة الحكمة المتعالية
قام صدر الدين الشيرازي المعروف بصدر المتألهين الشيرازي بإحداث تغيير جوهري في «الفلسفة الإسلامية»، وذلك من خلال إحداثه لمدرسته الفلسفية المسمّاة: الحكمة المتعالية. وقد أضاف عددا كبيرا من المسائل الفلسفية، كما أنّه حاول تطبيق النظريات الفلسفية مع النصوص الدينية (أي الآيات القرآنية والروايات الشريفة).

#### كتاب الحروف
يحتل كتاب الحروف للفارابي أهمية خاصة بين أعماله ويعتبر الكتاب بحثا في الفلسفة الأولى، إضافة إلى نقاش علماء اللغة والكلام حول الكثير من الإشكاليات التي كانت تتعلق أساسا بعلاقة اللغة والمنطق وإشكالية اللفظ/المعنى عن طريق محاولة استنتاجية منطقية لتأسيس مفهوم الكلي وتشريع دور المنطق في البيئة الإسلامية التي كانت رافضة لها. يحاول الفارابي بداية شرح كيفية تكون المعرفة بدءا من الإحساس فالتجربة فالتذكر فالفكرة من ثم نشأة العلوم العملية والنظرية. وبين الفكرة ونشأة العلوم يضع الفارابي مرحلة نشوء اللغة: فبعد تولد الفكرة عند الإنسان تأتي الإشارة ثم التصويت (إخراج أصوات معينة) ومن تطور الأصوات تنشأ الحروف والألفاظ (و يختلف النطق حسب الجماعات البشرية وفيزيولوجيتها وبيئتها) وهكذا تتشكل الألفاظ والكلمات: المحسوس أولا ثم صورته في الذهن ثم اللفظ المعبر عنه. في مرحلة لاحقة تتكون العبارات والتعابير من دمج الكلمات والألفاظ لتعبر ليس فقط عن الأسياء بل عن العلاقات التي تربط بينها. الفارابي هنا يستخدم أسلوب برهانيا ليحدد العلاقة بين اللفظ والمعنى ويقرر أسبقية المعنى على اللفظ (مخالف بذلك لمدرسة أهل الكلام الذين يعطون الأسبقية للفظ على المعنى). وبنفس السياق أيضا يقرر أن نظام الألفاظ (اللغة) هي محاولة لمحاكاة نظام الأفكار (في الذهن) وما نظام الأفكار في الذهن إلا محاولة لمحاكاة نظام الطبيعة في الخارج من علاقات بين الأشياء الفيزيائية المحسوسة. إضافة إلى ذلك فقد تقرر نتيجة تحليل الفارابي أن هناك نظامين: نظام للألفاظ يحاول محاكاة ترتيب العلاقة بين المعاني في النفس، ونظام آخر مستقل للمفهومات والمعقولات تحاول محاكاة ترتيب الأشياء الحسية في الخارج الفيزيائي. ومن هنا ضرورة وجود علمين: علوم اللغة أو علم اللسان الذي يعنى بصر ألفاظ اللغة وعلاقاتها مع مدلولاتها ومعانيها. وعلم المنطق الذي يعنى بترتيب العقل للمفاهيم وطرق الاستنتاج السليم للقضايا من البدهيات أي قواعد التفكير السليم.
يلي ذلك حسب ترتيب الفارابي مرحلة جمع اللغة وصون الألفاظ من الدخيل والغريب ثم تقنين اللغة عن طريق وضع القواعد التي تضبط طريقة كتابتها ونطقها (نشأة علوم النحو)، وهكذا تتطور ما يمكن تسميته بالعلوم العامية.
يترافق ذلك مع تطور للعلوم العملية من قياس وتقنية، ومن ثم سيتلو ذلك نشأة العلوم القياسية التي تعرف بالعلوم الطبيعية، هي العلوم بحق ضمن المفهوم الأرسطي الذي يتبناه الفارابي أيضا أي علوم الرياضيات والمنطق ولأسلوب القياسي الاستنتاجي. فتتميز الطرق الاستدلالية: الخطبية والجدلية والسفسطائية والاللهمية (الرياضية) وأخيرا البرهانية ويتضح أن المعرفة اليقينية تنحصر في الطرق البرهانية، وهكذا تتشكل (الفلسفة) ليليها بعد الذلك نشأة (الشريعة) أو الدين أو بمصطلح الفارابي (الملة) فحسب الفارابي: الفلسفة يجب أن تسبق الملة وما الملة (الشريعة) إلا وسائل خطبية للجمهور والعوام لنقل الحقائق التي نتوصل لها عن طريق الفلسفة.
لكن في بعض الحالات (و يقصد هنا حالة الأمة الإسلامية) لا تتشكل الفلسفة في مرحلة مبكرة بل يتشكل الدين بشكل مسبق ومن هنا يحصل التعارض بين تأويلات الدين وتاوبلات الفلسفة وواجب الفلاسفة تبيين الحقائق بحيث يبدو ما تقرره الملة ليس إلا مجرد مثالات لما تقرره الفلسفة.

## تأثير المذهب الإسماعيلي
لاقت محاولة الفارابي لتفسير النشوء في الفلسفة اليونانية والتي كانت مختلفة نوعا ما عن فكرة الخلق قبولا وتعاطفا من قبل الصوفية والإسماعيليين الذين تمكنوا من تشكيل كيان سياسي لهم في تونس وقاموا بتأسيس الدولة الفاطمية عام 909 والذي كان معارضا للخلافة السنية في بغداد وفي عام 973 امتد نفوذ الإسماعيليين إلى القاهرة وقاموا ببناء جامع الأزهر.
بدأ الفكر الإسماعيلي بالاقتناع بأن الإمام الشيعي هو بطريقة ما عبارة عن ظل الله في الأرض وكانت هناك قناعة بان الرسول محمد بن عبد الله عهد بالعلم الحقيقي إلى علي بن أبي طالب وسلالته من بعده وتم تسمية هذا العلم المتوارت «النور المحمدي». كان الفكر الإسماعيلي يعتقد إن الفلسفة تركز فقط على الجانب العقلي والمنطقي في الدين ولاتعير اهتماما إلى الجانب الروحي ولهذا نشأ تيار يركز على فهم المعاني الدفينة للقرآن وسمي هذا العلم (علم الباطن) وبدلا من استعمال العلم والقياسات لفهم العالم الخارجي استعمل الإسماعيليون تلك الوسائل لفهم التفكير الداخلي الباطني للإنسان.
قام الإسماعيليون بدمج بعض الأفكار الزردشتية مع الإفلاطونية المحدثة لتوضيح فكرتهم الفلسفية التي كانت عبارة عن فكرة قديمة نوعا ما ومفاده ان الحياة أو الحقيقة أو الأعمال اليومية لها وجهان وجه نراه في الحياة الدنيا ووجه خفي يقع في السماوات العلى وعليه وحسب هذا المفهوم فإن أي صلاة أو دعاء أو زكاة يقوم به الإنسان في هذه الحياة هي في الحقيقة نسخة مشابهة لنفس تلك الفعاليات في السماء العلى مع فرق مهم وهو ان نسخة السماء العلى هي الخالدة وذات ابعاد حقيقية وإن السماء العلى نفسها هي أكثر حقيقية من الحياة الدنيا.
من الجدير بالذكر ان فكرة بعدي الحياة الدنيا والسماء العلى كانت فكرة إيرانية قديمة تركها الفرس عندما اعتنقوا الإسلام ولكن الإسماعيليين أعادوها للحياة ودمجوها مع فكرة النشوء اليونانية وتحليل الفارابي القائلة إن الإنسان بالرغم من منشأه على هذه الأرض فإنه امتداد لسلسلة من أطوار النشوء التي بدأت من المصدر إلى السماء العلى إلى الكواكب الشمس القمر وإن الإنسان له القدرة بأن يزيل اتربة هذه التراكمات من النشوء لكي يرجع إلى الخالق الأولي.
كانت السماوات العشر التي تفصل الإنسان عن الله حسب المفهوم الإسماعيلي مرتكزة على الرسول محمد وأئمة الشيعة السبع حسب الإسماعيلية (علي، الحسن، الحسين، علي زين العابدين بن الحسين، محمد الباقر بن علي، جعفر الصادق بن محمد، إسماعيل بن جعفر الصادق)، ففي السماء الأولى كان الرسول محمد وفي السماء الثانية علي بن أبي طالب، وبعد الأئمة السبع وأخيرا وفي السماء الأقرب إلى الأرض كانت فاطمة ابنة الرسول محمد. وكان هذا بالطبع مخالفا لفكرة أرسطو وتحليل الفارابي لتلك الفكرة حيث كانت الفلسفة اليونانية تؤمن إن هناك «الأول» ومن هذا الأول نشأ «الثاني» الذي إتصف بالذكاء ونتيجة لقدرة الثاني على استيعاب فكرة الأول نشأ «الثالث» ومن الثالث نشأ «السماء العلى» ومنه نشأت النجوم والكواكب والشمس والقمر ومنه اتى العاشر والأخير الذي كان بمثابة جسر رابط بين الحياة الدنيا والسماء العلى 

## علم الباطن
تعتبر الباطنية فرقة من فرق الشيعة ويطلق عليه أيضا القرمطية أو القرامطة والإسماعيلية وكانوا يأمنون حسب تعبيرهم ان «لكل ظاهر باطنا والظاهر بمنزلة القشور والباطن بمنزلة اللب المطلوب» ويعتقد ان لفظة الباطنية ظهرت مع ميمون بن ديصان الأحوازي الذي إختاره جعفر الصادق وصيا على حفيده محمد بن إسماعيل 
كانت الفكرة الرئيسية لعلم الباطن هو معرفة الأبعاد الخفية للدين وتم التكثيف من استعمال الرموز التي حسب اعتقاد الإسماعيليين أظهرت حقائق عميقة لم يتمكن الحواس اوالمنطق من إدراكها. كانت الوسيلة الرئيسية هي التأويل والذي كان باعتقادهم سوف يرجع بهم إلى لحظة الوحي بالتالي إلى اللوح المحفوظ. حاول الفيلسوف الفرنسي هنري كوربين (1903 - 1978) توضيح فكرة التأويل حيث كان كوربن مهتما بتاريخ ودور الثقافة الشيعية فقال كوربن ان التأويل يمكن تشبيهه بالتناغم في الموسيقى حيث كان الإسماعيليون يزعمون إنهم قادرون على سماع عدة مستويات عند سماعهم لآية قرآنية وكانوا يحاولون سماع الصدى الفردوسي بالإضافة إلى الكلمات المجردة 
طرح المفكر الإسماعيلي أبو يعقوب السجستاني (توفي عام 971) نظريته حول أفضل وسيلة لمعرفة كينونة وماهية الخالق الا وهي وسيلة نفي النفي، على سبيل المثال يبدأ المرء بالقول إن الله ليس كينونة وإن الله ليس بعالم كل شيء ثم يبدأ المرحلة الثانية وهي نفي هذا النفي بقول ان الله ليس ليس كينونة وإن الله ليس ليس بعالم كل شيء. كانت الفكرة الرئيسية من هذا الطرح هو محاولة إظهار ان اللغة الإنسانية غير قادرة على وصف طبيعة الخالق 
بعد السجستاني حاول المفكر الإسماعيلي حميد الدين كرماني (توفي عام 1020) يوضح أهمية إسلوب نفي النفي في بعث الطمأنينة الداخلية إذا تم استعمالها بحكمة وإنها ليست عبارة عن خداع عقلي بل محاولة لتنوير الباطن. من الجدير بالذكر ان فلسفة نفي النفي يتم استعمالها بكثافة لحد هذا اليوم وخاصة في مجال البحوث الإحصائية العلمية حيث يبدأ الفرضية عادة بنفي ثم يتم نفي هذا النفي، على سبيل المثال يبدأ باحث ما بدراسة علاقة التدخين بالسرطان فيبدأ من فرضية انه لاعلاقة بين التدخين السرطان وتدريجيا من خلال الأرقام والأحصاءات يتم نفي هذا النفي. كانت لمدرسة الفكر الباطني والفكر الإسماعيلي أعظم الأثر في نشوء حركة إخوان الصفا الفلسفية لاحقا.

## إخوان الصفا

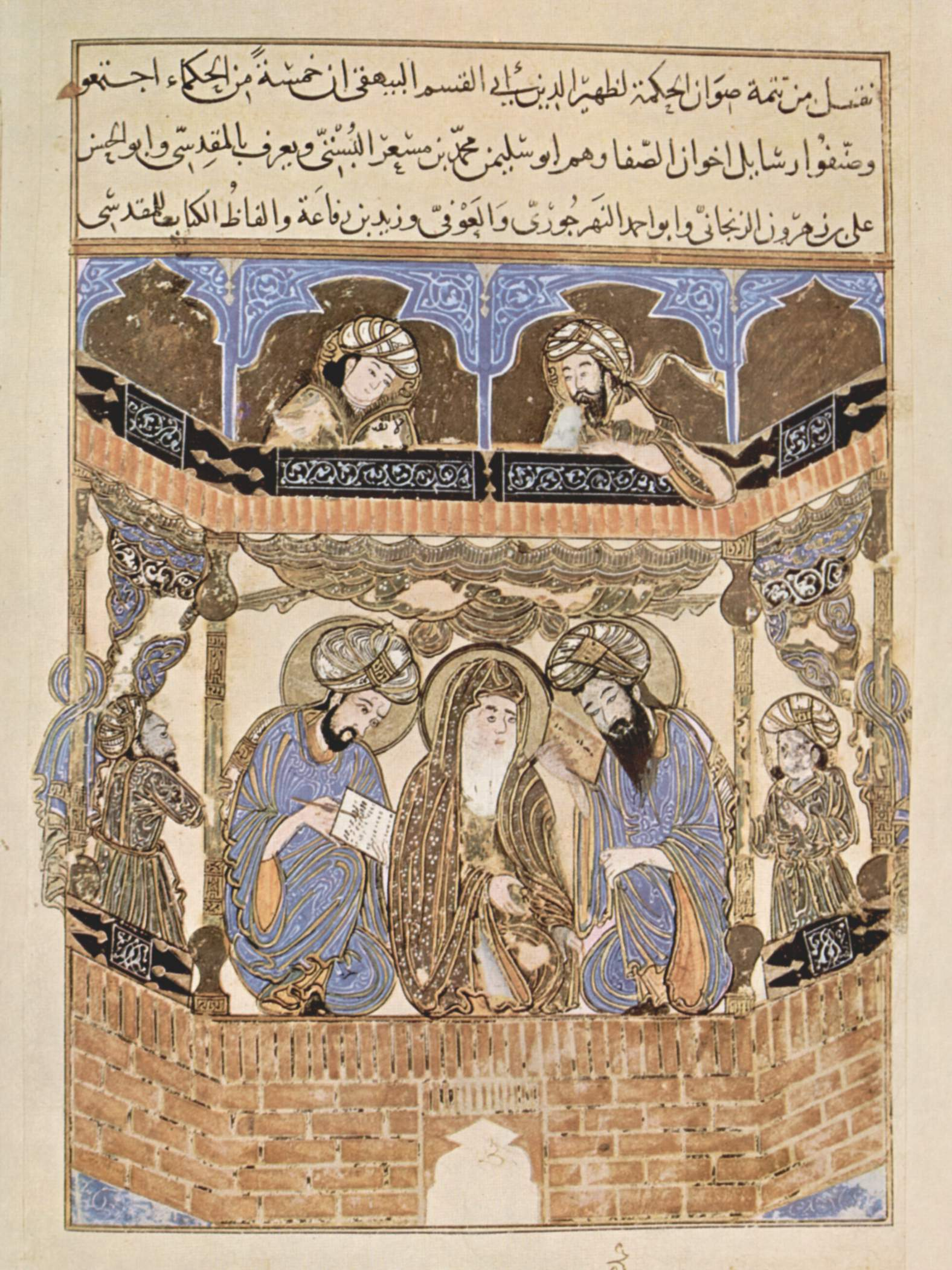
مخطوطة لـ أخوان الصفا تعود للقرن الثاني عشر الميلادي.

تحت تأثير الفكر الإسماعيلي انبثقت جماعة اخوان الصفاء في البصرة في النصف الثاني من القرن الرابع الهجري وكانت اهتمامات هذه الجماعة متنوعة وتمتد من العلم والرياضيات إلى الفلك والسياسة وقاموا بكتابة فلسفتهم عن طريق 52 رسالة مشهورة ذاع صيتها حتى في الأندلس ويعتبر البعض هذه الرسائل بمثابة موسوعة للعلوم الفلسفية، كان الهدف المعلن من هذه الحركة «التظافر للسعي إلى سعادة النفس عن طريق العلوم التي تطهر النفس». من الأسماء المشهورة في هذه الحركة كانت أبو سليمان محمد بن مشير البستي المشهور بالمقدسي، وأبو الحسن علي ابن هارون الزنجاني.
تأثرت رسائل إخوان الصفا بالفلسفة اليونانية والفارسية والهندية وكانوا يأخذون من كل مذهب بطرف ولكنهم لم يتأثروا على الإطلاق بفكر الكندي واشتركت مع فكر الفارابي والإسماعيليين في نقطة الأصل السماوي للأنفس وعودتها إلى الله وكان فكرتهم عن منشأ الكون يبدأ من الله ثم إلى العقل ثم إلى النفس ثم إلى المادة الأولى ثم الأجسام والأفلاك والعناصر والمعادن النبات الحيوان فكان نفس الإنسان من وجهة نظرهم جزءا من النفس الكلية التي بدورها سترجع إلى الله ثانية يوم المعاد. الموت عند إخوان الصفا يسمى «البعث الأصغر»، بينما تسمى عودة النفس الكلية إلى الله «البعث الأكبر». وكان إخوان الصفا على قناعة إن الهدف المشترك بين الأديان والفلسفات المختلفة هو أن تتشبه النفس بالله بقدر ما يستطيعه الإنسان.
كانت كتابات إخوان الصفا ولا تزال مصدر خلاف بين علماء الإسلام وشمل الجدل التسائل حول الانتماء المذهبي للجماعة فالبعض إعتبرهم من أتباع المدرسة المعتزلية والبعض الآخر إعتبرهم من نتاج المدرسة الباطنية وذهب البعض الآخر إلى حد وصفهم بالإلحاد الزندقة ولكن إخوان الصفا أنفسهم قسموا العضوية في حركتهم إلى 4 مراتب:
- مَن يملكون صفاء جوهر نفوسهم وجودة القبول وسرعة التصور. ولا يقل عمر العضو فيها عن خمسة عشر عامًا؛ ويُسمَّوْن بالأبرار والرحماء، وينتمون إلى طبقة أرباب الصنائع.
- مَن يملكون الشفقة والرحمة على الأخوان. وأعضاؤها من عمر ثلاثين فما فوق؛ ويُسمَّوْن بالأخيار الفضلاء، وطبقتهم ذوو السياسات.
- مَن يملكون القدرة على دفع العناد والخلاف بالرفق واللطف المؤدِّي إلى إصلاحه. ويمثل هؤلاء القوة الناموسية الواردة بعد بلوغ الإنسان الأربعين من العمر، ويُسمَّوْن بالفضلاء الكرام، وهم الملوك والسلاطين.
- المرتبة الأعلى هي التسليم وقبول التأييد ومشاهدة الحق عيانًا. وهي قوة الملكية الواردة بعد بلوغ الخمسين من العمر، وهي الممهِّدة للصعود إلى ملكوت السماء؛ وإليها ينتمي الأنبياء.[50]

## كتاب الإشارات لابن سينا
وصلت الفلسفة الإسلامية إلى إحدى قممها على يد ابن سينا (980 - 1037) الذي ولد لعائلة شيعية في إحدى قرى «بخارى» وتأثر منذ صغره بفلسفة الفارابي والإفلاطونية المحدثة. أدرك ابن سينا إن الفلسفة بحاجة إلى التأقلم مع متغيرات الإمبراطورية الإسلامية الذي أصبح فيه الخليفة بعيدا كل البعد عن صفات قائد المدينة الفاضلة التي دعى إليها أفلاطون وإعتبرها الفارابي مطابقة لصفات الرسول محمد. كان ابن سينا مقتنعا ان الرسول محمد هو أرفع شأنا من الفيلسوف لكونه معتمدا على الاتصال المباشر بالمعرفة الإلهية ولكنه وفي نفس الوقت كان معاديا لفكرة الأيمان الأعمى حيث كان ابن سينا متأثرا بفكر أرسطو باستعمال العقل المنطق والأدلة للوصول إلى ماهية الخالق بل اعتبر ابن سينا استعمال هذه الوسائل واجبا على كل مسلم لكي يحرر فكره من الخرافة الأساطير ومن الجدير بالذكر ان ابن سينا لم يكن عابدا متزهدا حيث ان هناك مصادر تشير إلى وفاته وهو في الثامنة والخمسين من العمر لإفراطه في شرب النبيذ ولكن لو كان كما يقال عنه لما كان ليتوصل لما أثبته من حقائق علمية في شتى المجالات ناهيك عن دوره الفعال في علم الفلسفة.
طرح ابن سينا فكرته في الإثبات العقلي على وجود الخالق التي يجب أن تبدأ حسب رأيه بفهم طريقة تفكير الإنسان أولا وأعطى مثال الشجرة لتوضيح فكرته. فالشجرة وحسب مثال ابن سينا تتألف من جذر وجذع واوراق ولحاء وعندما يحاول الإنسان فهم موضوع معين فيجب عليه تقسيم الموضوع إلى عدة أقسام ثانوية ويتوقف عملية التقسيم هذه لحد التوصل إلى جزء غير قابل للقسمة وسوف يساعد هذه الطريقة حسب رأي ابن سينا في الوصول إلى جوهر المسألة التي قد تم تعقيدها لأسباب خارجية.
كان ابن سينا موافقا لفكر أرسطو بأن الحركة وإن كانت تبدو عملية لا متناهية فإن مصدرها الثبات وإن هذه الكينونة الثابتة هي التي حولت الثبات إلى حركة وأضاف ابن سينا بان انعدام المحرك الأولي معناه ان الكون كله عبارة عن فوضى ولكن الكون ليس بفوضى وعليه فإن خلقه من الأساس كانت منظمة ورجع ابن سينا إلى فكرة تبسيط الأشياء إلى أجزاءها الأولية البسيطة لغرض فهمها فقال ان الله فكرة الله هي البساطة نفسها حيث ان الفكرة غير قابلة لتقسيم أو تفريع أكثر.
قدم ابن سينا طرحه الفكري عن الخلق والنشوء الذي كان مشابها لفكرة الإفلاطونية المحدثة عن الفضاءات العشرة أو السماوات العشرة المتسلسلة لنشوء الكون التي تفصل الإنسان عن الله وركز على الطبقة الأخيرة أو الجسر الرابط بين الحياة الدنيا والسماء العلى وقال ان هذا الجسر عبارة عن الوحي من جبريل إلى الرسول محمد. في سنواته الأخيرة إنكب ابن سينا على كتابة كتابه المشهور كتاب «الإشارات» حيث كان هناك في هذا الكتاب توجه واضح وصريح نحو الفلسفة المشرقية وفيه ذكر مصطلح الإشراق وكان لهذا الكتاب أعظم الأثر في نشوء المدرسة الفكرية الإشراقية على يد يحيى السهروردي.

## الغزالي والإسماعيليون

رسم عربي تخيّلي لـ أبي حامد الغزّالي.

بدأ أبو حامد محمد بن محمد الغزالي (1058 - 1111) التعمق في فائدة التحليل المنطقي والعقلي الفلسفة من الأساس في إثبات أو نفي الخالق، كان أبوحامد الغزالي باحثا من الطراز الرفيع حيث تولى وهو في الرابعة والثلاثين من عمره إدارة المدرسة النظامية في بغداد وكان الهدف الرئيسى للوزير السلجوقي نظام الملك من هذا التعيين هو قيام أبوحامد الغزالي بالتصدي للفكر الإسماعيلي  لكن طموح أبوحامد الغزالي لم يتوقف عند هذه الرغبة الضيقة للوزير السلجوقي حيث أن بحثه عن اليقين المطلق عن طبيعة الخالق دفعه إلى التعمق في دراسة جميع المذاهب الفكرية والتوجهات الفلسفية وانتهى به البحث إلى الاستنتاج إن جميع الفلسفات والمدارس الفكرية السابقة قد فشلت في إثبات وجود الخالق لكون فكرة الخالق غير خاضعة للقياس من الأساس وأعلن في كتابه «تهافت الفلاسفة» فشل الفلسفة في إيجاد جواب لطبيعة الخالق وصرح إن الفلسفة يجب أن تبقى مواضيع اهتماماتها في المسائل القابلة للقياس والملاحظة مثل الطب والرياضيات الفلك واعتبر أبوحامد الغزالي محاولة الفلاسفة في إدراك شيء غير قابل للإدراك بحواس الإنسان منافيا لمفهوم الفلسفة من الأساس.
كان لتعمق الغزالي في دراسة التيارات الفكرية والفلسفية السابقة دور سلبي فبدلا من اقترابه نحو اليقين بالخالق زاد اقترابه من الشك وانتهى به الأمر بالإصابة بمرض الكآبة وترك مهنة التدريس وكان في تلك الفترة من حياته مقتنعا ان الدليل الوحيد للوصول إلى اليقين بشأن وجود الخالق هو ملاقاته وجها لوجه بعد الموت. للخروج من هذه الأزمة بدأ الغزالي تدريجيا يقتنع إن هناك جانبا روحيا غير ملموس في الإنسان لايمكن تجاهله وبغض النظر عن منشأ هذا الجانب فإن هناك فصلا واضحا بين ما أسماه «عالم الشهادة» و«عالم الملكوت» ويقصد به الجزء الظاهر المحسوس والخاضع لقوانين الفيزياء مع الجزء المعنوي الغير الملموس.
استخلص الغزالي إلى فكرة أنه من المستحيل تطبيق قوانين الجزء المرئي من الإنسان لفهم طبيعة الجزء المعنوي وعليه فإن الوسيلة المثلى لفهم الجانب الروحي يجب أن يتم بوسائل غير فيزيائية واختار الغزالي طريق التصوف للوصول إلى اليقين بوجود الخالق أثناء الحياة بدلا من الانتظار إلى ما بعد الموت للوصول إلى الحقيقة. يظهر الطابع الصوفي للغزالي جليا في كتابه مشكاة الأنوار من خلال تفسيره للآية 35 من سورة النور والتي تنص على
﴿اللَّهُ نُورُ السَّمَاوَاتِ وَالْأَرْضِ مَثَلُ نُورِهِ كَمِشْكَاةٍ فِيهَا مِصْبَاحٌ الْمِصْبَاحُ فِي زُجَاجَةٍ الزُّجَاجَةُ كَأَنَّهَا كَوْكَبٌ دُرِّيٌّ يُوقَدُ مِنْ شَجَرَةٍ مُبَارَكَةٍ زَيْتُونَةٍ لَا شَرْقِيَّةٍ وَلَا غَرْبِيَّةٍ يَكَادُ زَيْتُهَا يُضِيءُ وَلَوْ لَمْ تَمْسَسْهُ نَارٌ نُورٌ عَلَى نُورٍ يَهْدِي اللَّهُ لِنُورِهِ مَنْ يَشَاءُ وَيَضْرِبُ اللَّهُ الْأَمْثَالَ لِلنَّاسِ وَاللَّهُ بِكُلِّ شَيْءٍ عَلِيمٌ ۝٣٥﴾
حيث قال الغزالي إن النور المقصود هنا يشير إلى الله وإلى كل جسم مضيئ آخر مثل المشكاة والنجوم وحتى العقل المستنير لأن ضوء العقل المستنير قادر على عبور حاجز الزمن والفضاء وكان الغزالي يقصد بالعقل المستنير العقل القادر على التخيل والتصور وإدراك إن الجانب الروحي يتطلب نظرة غير حرفية وغير فيزيائية لفهمها.
بهذه النظرة ألغى الغزالي أي دور للفلسفة في إثبات أو عدم إثبات وجود الخالق من خلال طرحه الفكري بأنه لايمكن استعمال الفلسفة في الوصول إلى اليقين الذي لايقبل الجدل حول ماهية الله ففكرة الله كانت حسب نظره واقعة خارج نطاق التفكير المنطقي ولكن هذا التصريح الخطير لم تكن نهاية الفلسفة حيث قام ابن رشد من قرطبة بإحياء دور الفلسفة في الوصول إلى معرفة الله حيث اعتبر ابن رشد الفلسفة أعلى مراتب التدين.

## مفهوم ابن رشد

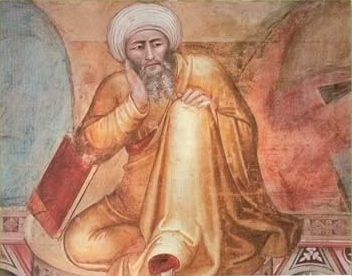
لوحة تظهر ابن رشد من أعمال الفنان الإيطالي أندريا دا فيرنزي (فلورانسا القرن الرابع عشر).

من المفارقات التأريخية حول ابن رشد (1126 - 1198) هو اختلاف وجهات النظر حوله بين المسلمين المعاصرين له وبين وجهة نظر الغرب له، فقد إعتبره الغرب من أهم الفلاسفة المسلمين على الإطلاق حيث ترجمت أعماله إلى اللاتينية العبرية وأثرت أفكاره بشكل واضح على كتابات على الفلاسفة المسيحيين اليهود ومنهم بالتحديد توماس أكويناس  (1225 - 1274) وألبرت الكبير  (1206 - 1280) وموسى بن ميمون  (1135 - 1204) وإرنست رينان (1823 - 1892) بينما لم يلق ابن رشد نفس الاهتمام من المعاصرين له حيث فضل الفيلسوفان المعاصران له، يحيى السهروردي ومؤيد الدين العربي إتباع منهج ابن سينا بدلا من منهج ابن رشد.
كان ابن رشد متعمقا في الشريعة الإسلامية بحكم منصبه كقاضي إشبيلية وحاول التقريب بين فلسفة أرسطو والعقيدة الإسلامية حيث كان ابن رشد مقتنعا انه لايوجد تناقض على الإطلاق بين الدين الفلسفة وإن كلاهما يبحثان عن نفس الحقيقة ولكن بإسلوبين مختلفين وقام بالرد على كتاب «تهافت الفلاسفة» للغزالي في كتابه المشهور «تهافت التهافت» وأصر على عكس الغزالي على قدرة الفلسفة بإيصال الإنسان إلى اليقين الذي لايقبل الجدل حول ماهية الله.
شدد ابن رشد على نقطة في غاية من الأهمية كانت غائبة عن بال من سبقوه وهي إن الفلسفة وعلم الكلام الصوفية الباطنية وغيرها من التيارات الفكرية تشكل خطرا على الأشخاص الذين ليس لهم القدرة على التفكير الفلسفي وان الشخص الغير المتعمق أو الذي يأخذ بقشرة الفكرة سوف يتعرض إلى صراعات نفسية وفكرية تؤدي به إلى الشك والتشتت بدلا من اليقين والتنور.
في محاولة من ابن رشد لتضييق الفجوة بين الدين والفلسفة طرح ابن رشد فكرته حول أفضل وسيلة لتفسير الدين والخالق من وجهة نظر فلسفية فقال إن على الفيلسوف القبول ببعض الأفكار الدينية لكي يصبح فعالا في الوصول إلى طبيعة الخالق ومن هذه الأفكار:
- وجود الله
- وحدانية الله
- كون الله ليس كمثله شيء
- عدالة الله
- الحياة بعد الموت
- خلق الله للكون

قام ابن رشد بتوضيح فكرته أكثر قائلا ان القرآن على سبيل المثال قد ذكر ان الله قد خلق الكون ولكنه لم يوضح كيف تم هذا الخلق ومتى تم هذا الخلق وبهذا فإن القرآن قد فتح الباب على مصراعيه للفيلسوف بان يستعمل العقل المنطق للتعمق في هذه النقطة وبهذا اعتبر ابن رشد التحليل الفلسفي لأمور الدين قمة التدين وليس منافيا لمفهوم الدين.

## العصر الحديث

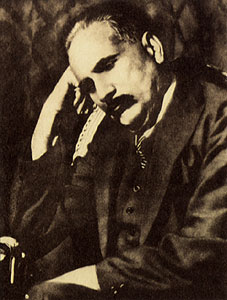
محمد إقبال في تفكير عميق، هذه الصورة هي التي أكسبته لاحقا لقب «المفكر».

بعد انتهاء العصر الذهبي للإمبراطورية الإسلامية، يمكننا ان نقول بشكل عام انه قد ساد نوع من الخمول في الحركة الفكرية والفلسفية. سادت في المناطق الإسلامية بين معظم الأوساط الدينية فلسفات أكثر ارتباطا بفلسفة الإشراق (السهروردي ومحي الدين بن عربي) وحكمة الماللهن (الملا صدرا) التي كانت أساسا تشكل الثقافة والعلم للطرق الصوفية التعبدية التي انتشرت بين سائر الناس. ولهذا الحكيم والفيلسوف مدرسة فلسفية وحكمية قائمة بذاتها وهي مدرسة الحكمة الماللهة ومن أهم مميزات هذه المدرسة انها وفقت بين القرآن والعرفان والبرهان.
لكن عودة الاتصال بالغرب بعد بدء الحملات العسكرية الأوروبية على البلدان الإسلامية أعاد من جديد ضرورة التفكير الفلسفي وطرح مفهوم النهضة بين مفكرين كانوا يحاولون الإجابة عن سؤال سبب التخلف.
سؤال التخلف سيسيطر على الساحة الفكرية وسيطرحه بداية بعض رجال الدين مثل : جمال الدين الأفغاني ومحمد عبده ورشيد رضا وشكيب أرسلان ورفاعة الطهطاوي إضافة لمفكرين أكثر علمانية أهمهم : شبلي شميل، ساطع الحصري. وسيقى هذا السؤال مطروحا بسبب فشل المحاولات القائمة على القومية العربية أو القوميات الدينية بعد الاستقلال في تجربة تحديث البلدان العربية والإسلامية. سيبقى السؤال مطروحا بأساليب مختلفة فمثلا سيؤلف أبو الحسن الندوي كتاب ماذا خسر العالم بتخلف المسلمين ؟.
لكن كل هذه المحاولات يمكن ان نقول أنها كانت تندرج في إطار الفكر عامة والفكر السياسي خاصة أكثر منها محاولات فلسفية عميقة، فأسئلة مثل : ما معنى الوجود وما هي ماهيته ؟ من النادر أن تبحث فيما تعاني أمة ما من مشكلة وجود حقيقة ومشكلة إثبات ذات.
ربما تكون إحدى المحاولات الفلسفية النادرة لمسلم في العصور الحديثة هي تجربة الشاعر المفكر محمد إقبال الذي صاغ معظم فكره تقريبا بشكل قصائد باللغتين الفارسية و الأردية. إضافة لبعض محاضرات في الفكر السياسي الإسلامي، وكتاب فريد من نوعه يدعى تجديد الفكر الإسلامي.

### محاولات إعادة قراءة التراث
عربياً، منذ منتصف الثمانينات وطوال عقد التسعينات ستشهد الساحة الثقافية محاولات جديدة لحل سؤال النهضة المطروح دائماً وأبداً وستأخذ هذه المرة شكلاً فلسفياً أكثر عن طريق محاولة إعادة قراءة التراث الإسلامي بغية إيجاد حلول للسؤال العصي عن الحل. قد يرى البعض في هذه المحاولات تجارب لإعطاء الفكر العلماني الغربي جذوراً تراثية إسلامية، وبالتالي إعطاء الفكر الغربي نوعاً من المشروعية في الساحة الثقافية الإسلامية، وقد يراه آخرون محاولة لاستجداء حلول حقيقية وليس مجرد تلفيق وذلك من روح الأمة نفسها بحيث تكون النهضة متابعة لتجربتها الحضارية.
إحدى أهم وأوائل هذه التجارب ستكون مشروع عابد الجابري الذي بدأ من أواخر السبعينات في كتاب «نحن والتراث» لكنه سيتكامل في مشروع نقد العقل العربي الذي تألف من أربعة أجزاء: تكوين العقل العربي، بنية العقل العربي، العقل السياسي العربي، وأخيراً العقل الأخلاقي العربي. بالمجمل، سيحاول الجابري أن يعيد تفكيك وتركيب التراث الإسلامي ليعين محددات العقل العربي : في الجزء الأول سيدرس ظروف تشكيل العقل العربي والأنظمة الفكرية التي تشكله، ثم يتابع في الجزء الثاني ليتابع دراسة النظمة الفكرية الثلاث التي حددها في الجزء الأول: البيان والعرفان والبرهان وسيستمر الجابري في تحليل البنى والإشكاليات في هذه الأنظمة المعرفية وصداماتها الفكرية والسياسية متحيزاً دوماً للنظام البرهاني (وهو بشكل أساسي الفكر الفلسفي اليوناني تحديداً الأرسطي) معتبراً ابن رشد الأبرز في تقديم المشروع البرهاني في الحضارة العربية، لكن هذا المشروع البرهاني لم يكتب له النجاح في الأرض الإسلامية لكنه سيتابع تقدمه في الغرب الذين سيتقبلون فكر ابن رشد وهو فكر أرسطي أصيل.
الأهمية الأساسية لمشروع الجابري ستكون في أنه سيكون شرارة تشعل هذه الساحة الفكرية والنقدية في قراءة التراث الفلسفي الإسلامي، وسيتعرض الجابري لردود من كافة الاتجاهات، فالاتجاهات العلمانية سيعتبرون أن الجابري بدأ يميل نحو الإسلامية، في حين سترد عليه محاولات أخرى بأنه بتبجيله لابن رشد يحاول فقط أن يثبت النظام الأرسطي أي الفكر الغربي.
نقد نقد العقل العربي سيكتبه جورج طرابيشي في دمشق، لكن في المغرب موطن الجابري سيرد عليه طه عبد الرحمن الذي يعتقد أن ابن رشد لم يكن سوى مقلدا لأرسطو وشارحا جيدا لأفكاره وليس له في الإبداع نصيب. محاول طه عبد الرحمن الأساسية ستكون في كتابه تجديد المنهج في قراءة التراث.
ظهرت أيضاً دراسة للمرزوقي، الفيلسوف التونسي، بعنوان إصلاح العقل في الفلسفة العربية وكتاب تجليات الفلسفة العربية: منطق تاريخها من خلال منزلة الكلي: المرزوقي يحاول رسم نموذج يوضح به حركيات الفكر في ظل الثقافة الإسلامية وكيف أثرت على الفكر اليوناني والفلسفة اليونانية. يعتبر المرزوقي أهم ما تم إنجازه في إطار الثقافة العربية الإسلامية هو تحرير مفهوم الكلي من إطار الواقعية إلى إطار الاسمية. وهذا هو ما ساعد لا حقا على تطوير العلوم والمعارف من رياضيات وفلك وميكانيك. فواقعية الكلي في إطار الفلسفة الأفلاطونية أو الأرسطية تجعل نتائج الفلسفة حقائق واقعية لا شك فيها وبالتالي الفلسفة كانت جامدة غير قابلة للتطوير. لكن تمازج تجربة تعقيل العلوم النقلية أي وضعها في إطار قوانين، وتجربة تنقيل العلوم الفلسفية الفكرية اليونانية وترجمتها قد فكك تدريجيا فكرة واقعية الكلي النظرية والعملية: هذا التفكيك سيتم بداية عن طريق نقد سيقوم به الغزالي وابن سينا، لكن تدشين الاسمية سيتم على يدي ابن تيمية وابن خلدون.
هذه الأفكار سترسم صورة مغايرة تماما عن نموذج الجابري الذي يدين الغزالي وابن سينا معتبرا إياهم من أنصار وناشري المنج العرفاني (العقل المستقيل)، كما سيعيد طرح شخصية ابن تيمية كلاعب أساسي في الساحة الفلسفية وهو كثيرا ما كان يعتبر مجرد فقيه حنبلي سلفي.